# Прист, Артур Джон
Артур Джон Прист (англ. Arthur John Priest; 31 августа 1887, Саутгемптон — 11 февраля 1937, там же) — английский моряк, пожарный и кочегар. Прославился тем, что последовательно спасся после кораблекрушения сразу нескольких крупных судов, в том числе таких знаменитых, как «Титаник», «Астурия», «Алькантра» и «Британник», а также умудрился выжить после аварий и катастроф на нескольких менее известных. Прист в конце концов остался без работы, так как его никто не хотел нанимать на свои корабли. Однако несмотря на это он прославился под прозвищем «непотопляемый кочегар».

## Биография
Артур Джон родился в Саутгемптоне семье простого рабочего Гарри Приста и его супруги Элизабет Гарнер. Кроме него в семье было ещё одиннадцать детей. 
В 1915 году Прист женился на Энни Мартине, урождённой Хэмптон из Беркенхеда и у них родилось трое сыновей: Артур Джон, Джордж и Фредерик Гарри. Семья жила в течение нескольких лет в Саутгемптоне на улице Брайтон стрит в доме 17.

### Непотопляемый
Прист приобрёл славу непотопляемого моряка, потому что пережил пять катастроф, закончившихся затоплением судов или серьёзными авариями. Эти спасения тем более удивительны, что кочегары работали и жили на самых нижних палубах. Соответственно, в случае катастрофы имели минимальные шансы выбраться наружу.  
Первым крупным кораблём, на который в 1907 году нанялся кочегаром Прист, стал лайнер «Астурия». В первом же плавании через Атлантический океан корабль едва не затонул, столкнувшись с другим судном. 
В 1911 году Прист устроился работать на трансатлантический лайнер «Олимпик», который по прибытии в гавань Нью-Йорка столкнулся с буксиром. Более серьёзная авария произошла после возвращения в Европу. На пути к острову Уайт «Олимпик», который шёл в ремонт в Белфаст, столкнулся с бронепалубным крейсером «Хоук». Несмотря на пробоину, лайнер остался на плаву, но пассажиров пришлось переправлять на берег с помощью другого парохода. 
Наконец в 1912 году Прист вместе с возлюбленным его сестры Нелли Джозефом Доусоном устроились на работу кочегарами на «Титанике», который являлся «близнецом» «Олимпика» и как раз готовился выйти в свой первый рейс. Вместе с ними на борту присутствовали капитан корабля Эдвард Смит, его помощники Уильям Мёрдок и Чарльз Лайтоллер и стюардесса Вайолет Джессоп. Все эти люди также были на борту «Олимпика», когда тот столкнулся с «Хоуком». В  ночь с 14 на 15 апреля 1912 года «Титаник» столкнулся с айсбергом и затонул в 600 километрах от Ньюфаундленда. Каким-то чудом Прист сумел выбраться из машинного отделения. Он несколько часов пробыл в спасательной шлюпке и получил серьёзное обморожение (ведь кочегары трудились в пекле машинного отделения в шортах и лёгких жилетках). Из его вышеперечисленных коллег спаслись только Джессоп и Лайтоллер.    
С началом Первой мировой войны Прист оказался на торговом корабле «Алькантра», переделанном для военных нужд. В феврале 1916 года это судно встретилось в Северном море с немецким рейдером «Грайф». В коротком бою оба корабля получили пробоины и затонули. Из экипажа «Алькантры» погибли 68 моряков. Но Прист опять попал в число счастливчиков, которым удалось спастись.  
Далее новым местом работы Приста стало госпитальное судно «Британник», где вместе с ним на борту была Джессоп. При очередном рейсе в Средиземное море для эвакуации раненых корабль около берегов Греции наскочил на мину и начал тонуть. Причём «Британник» пошёл на дно в три раза быстрее, чем «Титаник», но Прист благополучно добрался до берега.    
В 1917 году Прист опять отправился в плавание в должности кочегара на госпитальном судне «Донегал» (переделанном из трансатлантического лайнера). 17 апреля 1917 года в проливе Ла-Манш корабль был потоплен немецкой подводной лодкой UC-21, но Присту удалось спастись.

### Последние годы
После Прист оставил работу моряка и больше в море не выходил — с его слов, никто из судовладельцев и капитанов не хотел его видеть среди членов своего экипажа. Прист прожил последующие годы в родном Саутгемптоне. 
Прист умер в своём доме от пневмонии в 1937 году в возрасте 49 лет. В Англии он стал человеком-легендой под прозвищем «Непотопляемый кочегар». 